# Дуглас (округ, Джорджия)
Ду́глас (англ. Douglas County) — округ штата Джорджия, США. Население округа на 2000 год составляло 92174 человек. Административный центр округа — город Дугласвилл.

## История
Округ Дуглас основан в 1870 году во время Реконструкции после Гражданской войны в США. Генеральная Ассамблея Джорджии назвала его в честь чернокожего аболициониста Фредерика Дугласа, но позже, чтобы не нагнетать недовольство южан, изменила описание, и указала вместо последнего его тёзку сенатора от Иллинойса Стивена А. Дугласа.

## География
Округ занимает площадь 515.4 км2.

## Демография
Согласно Бюро переписи населения США, в округе Дуглас в 2000 году проживало 92174 человек. Плотность населения составляла 178.8 человек на квадратный километр.